# (36414) 2000 OE50
2000 OE50 (asteroide 36414) é um asteroide da cintura principal. Possui uma excentricidade de 0.15182600 e uma inclinação de 12.74855º.
Este asteroide foi descoberto no dia 31 de julho de 2000 por LINEAR em Socorro.